# Патерсън (Калифорния)
Патерсън (на английски: Patterson) е град в окръг Станислос в щата Калифорния, Съединените американски щати.
Има население от 20 875 жители (2000 г.) и обща площ от 7,4 км² (2,9 мили²).
Градът се намира в близост до Междущатска магистрала 5 на 31 м (102 фута) надморска височина.